# فهرست طنزنویسان ایرانی
فهرست زیر فهرستی از طنزنویسان ایرانی است:

## آ
- جلال آل احمد

## ا
- نادر ابراهیمی
- منوچهر احترامی
- احمدرضا احمدی
- بی‌بی خانم استرآبادی
- میرزا حبیب اصفهانی
- ادیب‌الممالک فراهانی
- محمدعلی افراشته
- انوری
- ایرج میرزا

## ب
- محمدابراهیم باستانی پاریزی
- صمد بهرنگی
- ذبیح بهروز

## پ
- ابوالقاسم پاینده
- رسول پرویزی
- ایرج پزشکزاد

## ت
- میرزا آقا تبریزی
- محمدرضا تقوی فرد
- فریدون تنکابنی
- حسین توفیق
- فریدون توللی

## ج
- سید نعمت‌الله جزایری
- ابوتراب جلی
- محمدعلی جمالزاده

## چ
- صادق چوبک

## ح
- ابوالقاسم حالت
- سید حسن حسینی

## خ
- کمال خجندی

## ر
- غلامرضا روحانی (اجنه)
- ابراهیم رها

## ز
- عبید زاکانی
- ابوالفضل زرویی نصرآباد

## س
- سنایی غزنوی
- سوزنی سمرقندی
- سعدی
- آیدین سیارسریع

## ش
- پرویز شاپور

## ص
- پرویز صیاد
- کیومرث صابری فومنی (گل‌آقا)
- بهرام صادقی
- رؤیا صدر
- فخرالدین علی صفی
- عمران صلاحی

## ق
- ابوالقاسم عارف قزوینی

## ع
- سید محمدرضا میرزاده عشقی
- محمود عنایت
- پوریا عالمی

## ق
- محمد قاسم‌زاده
- پیمان قاسم‌خانی

## ک
- داریوش کاردان
- پرویز کلانتری

## گ
- سید اشرف‌الدین گیلانی (نسیم شمال)
- رضا گنجه‌ای (بابا شمل)

## م
- جواد مجابی
- جلیل محمدقلی‌زاده
- هوشنگ مرادی کرمانی
- زین‌العابدین مراغه‌ای
- حسن مقدم
- کیومرث منشی‌زاده
- سید محمدرضا میرزاده عشقی

## ن
- سید ابراهیم نبوی

## و
- وحشی بافقی

## ه
- صادق هدایت